# آماندا پلامر
آماندا مایکل پلامر (انگلیسی: Amanda Michael Plummer؛ زادهٔ ۲۳ مارس ۱۹۵۷) هنرپیشه آمریکایی است. او در سال ۱۹۸۲ برنده جایزه تونی شد.

## بخشی از فیلم‌شناسی
- گاو آنی و بریتانی کوچک (۱۹۸۰)
- هتل نیوهمپشایر (۱۹۸۴)
- استاتیک (۱۹۸۶)
- ساخت بهشت (فیلم ۱۹۸۷)
- مجموعه تلویزیونی ایکوالایزر (۱۹۸۸)
- جو در برابر آتشفشان (۱۹۹۰)
- فیشر کینگ (۱۹۹۱)
- پس من با یه قاتل تبر به دست ازدواج کردم (۱۹۹۳)
- آخرین نور (۱۹۹۳)
- داستان عامه‌پسند (۱۹۹۴)
- الکلی‌ها (۱۹۹۵)
- آزادراه (۱۹۹۶)
- هتل میلیون دلاری (۲۰۰۰)
- کن پارک (۲۰۰۲)
- زندگی من بدون من (۲۰۰۳)
- دوست‌دختر (۲۰۱۰)
- خون‌آشام (۲۰۱۱)
- عطش مبارزه: اشتعال (۲۰۱۳)
- رقصنده (۲۰۱۶)

## جوایز و افتخارات
- نامزد دریافت بفتای بهترین بازیگر مکمل زن برای فیلم  فیشر کینگ
- برنده جایزه امی برای بازی در مجموعه محدوده بیرونی (سال ۱۹۹۵)